# The World Is Not Enough (videojuego)
The World Is Not Enough es un Videojuego de disparos en primera persona desarrollado por Eurocom y con base en la Película de James Bond del mismo nombre Sacada en cines en el año 1999 . Fue publicado por Electronic Arts y lanzado para Nintendo 64 el 17 de octubre de 2000, poco antes del lanzamiento de su contraparte de PlayStation . El juego cuenta con una campaña para un solo jugador en la que los jugadores asumen el papel del agente MI6 James Bond mientras lucha para evitar que un terrorista desencadene una crisis nuclear en las aguas de Estambul . Incluye un modo multijugador de pantalla dividida donde hasta cuatro jugadores pueden competir en diferentes tipos de juegos de deathmatch y objetivos. Fue distribuido por Electronic Arts.

## Jugabilidad
Su Jugabilidad es bastante similar a Goldeneye 007. 
Los controles en la versión de Nintendo 64 son los mismos que en Goldeneye 007.
Se dispara con el boton Z, Se mueve con el Joystick, Cambia de arma con A, Abre puertas con B, pero con los botones C arriba y abajo se salta y agacha respectivamente.

## Recepción
El juego fue recibido con muchas críticas positivas, con un poco de mezcla. En 2009, IGN lista The World Is Not Enough como el segundo mejor juego de Bond, al lado de GoldenEye 007. Metacritic le da a The World Is Not Enough 81 opiniones positivas sobre 100, mientras que IGN le dio un 8.9/10.